# Incilius leucomyos
Incilius leucomyos es una especie de anfibio anuro de la familia Bufonidae.

## Distribución geográfica
Esta especie es endémica de Honduras. Habita desde el nivel del mar hasta los 1600 m de altitud en el lado del Atlántico.

## Publicación original
- McCranie & Wilson, 2000 : A new species of high-crested toad of the Bufo valliceps group from north-central Honduras. Journal of Herpetology, vol. 34, n.º 1, p. 21-31.[5]